# 瑞應寺 (岐阜県笠松町)
瑞應寺（ずいおうじ）は、岐阜県羽島郡笠松町奈良町にある臨済宗妙心寺派（東海派天球院）の寺院。本尊は聖観世音菩薩。山号は麟祥山で、鐘楼門が鮮やかな赤色に塗られていることから赤門寺の別称がある。美濃四国31番札所。

## 歴史

### 中世の瑞應寺
中世（15世紀頃）の瑞應寺は、土岐家の寄進を受ける寺院として発展してきた。土岐頼益寄進の懸仏（八幡神社、笠松町歴史未来館展示）の裏書きから、寺院の場所は現在の各務原市川島笠田町にあったとされる。他にも土岐政房寄進の懸仏（八幡神社蔵、笠松町歴史未来館展示）、土岐頼益、土岐政房の位牌（八幡神社蔵、中央公民館保管）がある。
その頃の宗派や住職は不詳。

### 臨済宗として開山

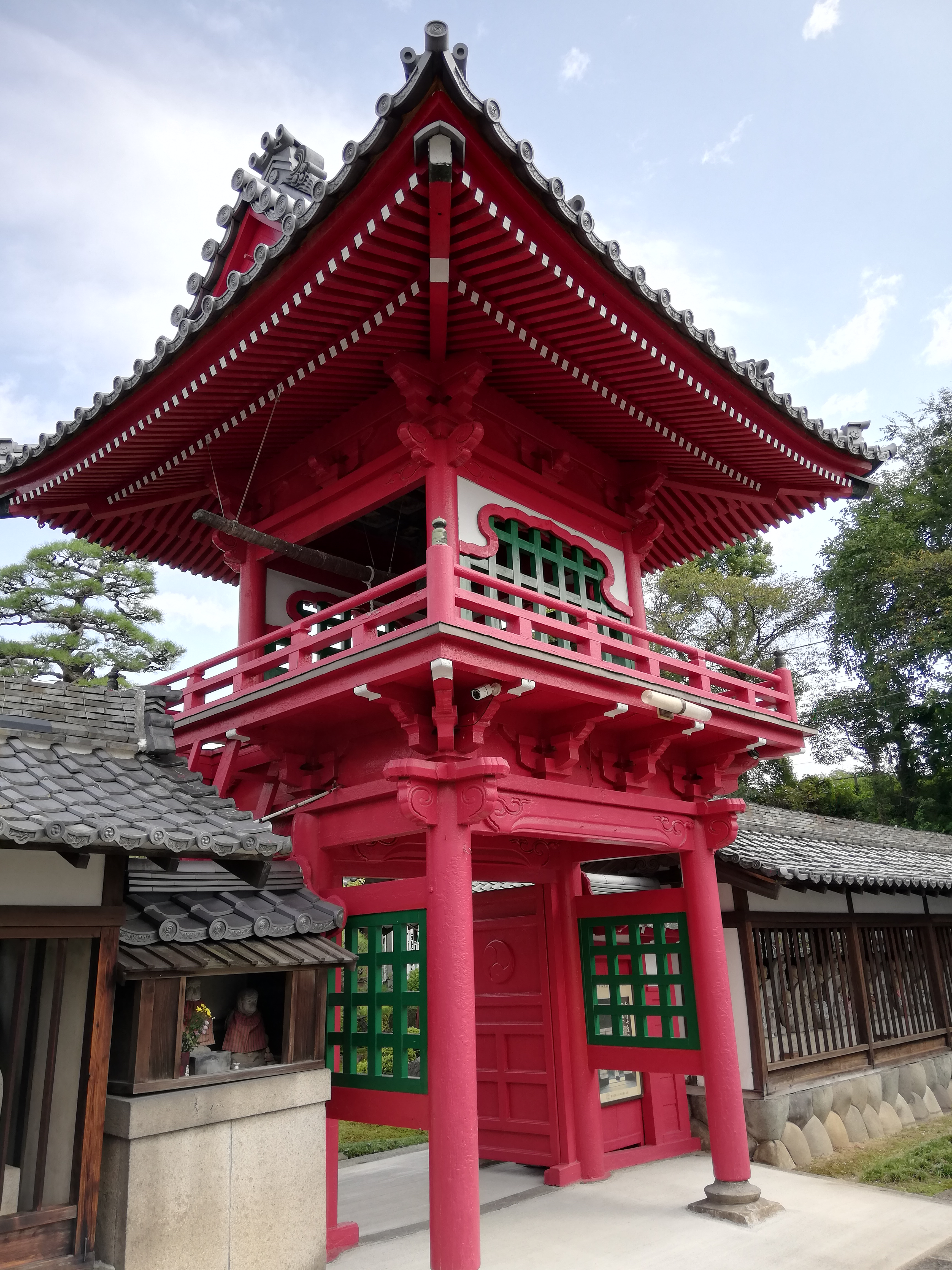
鐘楼門

1664年（寛文4年）に笠松草分け八人衆の一人、廣瀬荘右衛門が即禅智性禅師を姫路の真禅寺から開山として迎え、笠松町新町に創建する。
江戸時代は笠松郡代（美濃郡代）と関係が深く、過去帳には歴代の美濃郡代のうち、4代・名取半左衛門長知、12代・青木次郎九郎安清、13代・千種清右衛門直豊、14代・千種六郎右衛門惟忠、17代・鈴木門三郎正勝の名が記されている。
1758年（宝暦8年）、禅宗の中興の祖と称せられる白隠慧鶴禅師（当時74歳）が法演している。
1891年（明治24年）の濃尾地震によって伽藍が失われたが、再建された。
1923年（大正12年）に区画整理に伴い現在地に移転。
寺内には観音堂の他に太子堂がある。
太子堂には聖徳太子と弘法大師が祀ってあり、美濃四国31番札所として巡礼の対象となっている。
まちの駅に登録されており、まちの駅としての名称は「赤門寺の駅」である。